# إبريموس (بابا الإسكندرية)
البابا إبريموس هو بطريرك الكنيسة القبطية الأرثوذكسية الخامس (106 -118).
تعمد على يد مار مرقس الرسول وهو أحد الثلاثة الذين رسمهم مرقس الرسول قسوسًا مع الأسقف إنيانوس البطريرك الثاني. كان ناسكًا عفيفًا حسن الأفعال، تولى الكرسي الرسولي في 22 بؤونه (16 يونيو سنة 106 م) ونعمت الكنيسة خلال مدة رئاسته بالسلام.
وطنه الأصلي مدينة الإسكندرية، وتاريخ نياحته 3 مسرى - 27يوليو 118 للميلاد، ودامت مدة جلوسه على الكرسي ثلاثة عشر سنة وشهرًا واحدًا واثنا عشر يومًـا. عاصر الإمبراطوران تراجان وهادريان.